# كونييتش
كونييتش (بالبوسنوية: Konjic)‏، (بالكرواتية: Konjic) (بالسيريلية:Коњиц) هي مدينة وبلدية في البوسنة والهرسك تقع في كانتون زينيكا-دوبوي في اتحاد البوسنة والهرسك. طبقا لنتائج تعداد البوسنة عام 2013، فقد بلغ عدد سكان المدينة 11,165 نسمة بينما بلغ إجمالي سكان المنطقة الحضرية 26,381 نسمة.

## الجغرافيا
تقع كونييتش في شمال الهرسك، حوالي 50 كيلومترا من سراييفو في طرق جبلية ذات غابات كثيفة، وتمتد على ضفتي نهر نيريتفا على حدود كانتون سراييفو.

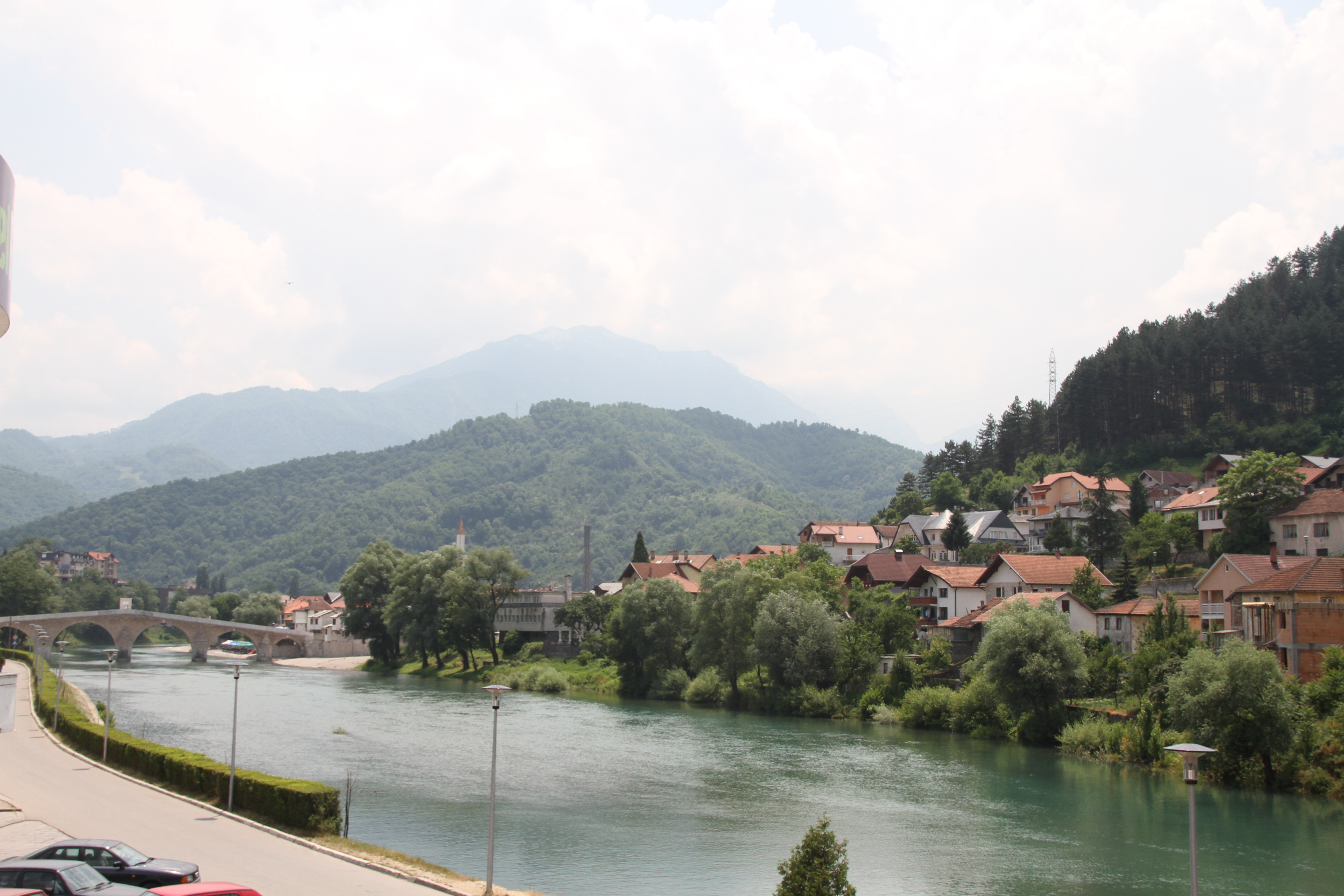
نهر نيريتفا في كونييتش

## التاريخ
يُعتقد أن منطقة كونييتش كانت مأهولة بالسكان منذ 4,000 سنة مضت، وتم اكتشاف بقايا القرى الإليرية التي يعود تاريخها إلى حوالي 2,000 سنة على طول نهر نيريتفا. كونييتش هو أول اسم سُجل في سجلات جمهورية راغوزا في 16 يونيو 1382. كانت المدينة جزءا من مملكة البوسنة ثم أُدمجت في الإمبراطورية العثمانية حيث دخلها الإسلام.
خلال الفترة التي رزحت فيها القرية تحت احتلال الإمبراطورية النمساوية المجرية (1878-1918)، تم فتح مكتب بريد فيها.

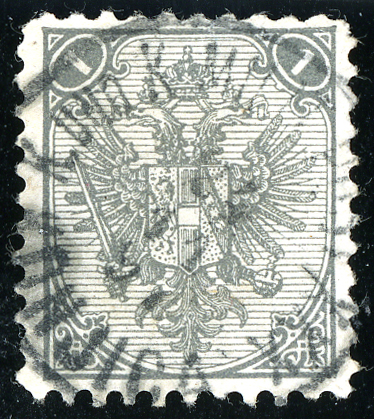
الطوابع الأولى للبوسنة مع شعار النبالة النمسا-المجر، عام 1896

بعد الحرب العالمية الثانية كونييتش كان جزءا من جمهورية يوغوسلافيا الاشتراكية الاتحادية؛ ثم شهدت تطورا كبيرا وأصبحت مدينة متعددة الأعراق. تقع على خط سكة حديد يربط بين سراييفو والبحر الأدرياتيكي، ما جعل اليوغسلاف يتخذونها مستودعا كبيرا للأسلحة، وكذلك ثكنة لجيش يوغوسلافيا الشعبي. كل هذه العوامل جعلت منها إحدى مسارح حروب يوغوسلافيا في التسعينات.

## التركيبة السكانية

### التطور التاريخي للسكان في المدينةداخل المدينة
| السنة  | 1961 | 1971 | 1981  | 1991  | 2013  |
| ------ | ---- | ---- | ----- | ----- | ----- |
| السكان | 5927 | 9584 | 11545 | 13729 | 11165 |

### بلدية

#### التطور التاريخي للسكان في البلدية
| السنة  | 1961  | 1971  | 1981  | 1991  | 2013  |
| ------ | ----- | ----- | ----- | ----- | ----- |
| السكان | 38333 | 40879 | 43677 | 43878 | 26381 |

#### توزيع السكان في البلدية (1991)
في عام 1991 كان عدد سكان البلدية 43,878 نسمة وهم موزعون على النحو التالي:

## السياسة
بعد الانتخابات المحلية التي جرت في عام 2012، 27 مقعدا في الجمعية البلدية وزعت على النحو التالي:
| الطرف                                        | المقاعد |
| -------------------------------------------- | ------- |
| حزب العمل الديمقراطي البوسني                 | 10      |
| الحزب الديمقراطي الاجتماعي                   | 6       |
| حزب البوسنة والهرسك                          | 4       |
| التحالف من أجل مستقبل أفضل للبوسنة والهرسك   | 3       |
| التحالف من أجل تحسين العمل                   | 2       |
| الاتحاد الديمقراطي الاجتماعي للبوسنة والهرسك | 1       |
| حزب العدالة والتنمية في البوسنة والهرسك      | 1       |

وقد أعيد انتخاب أمير بوبالو، وهو عضو في حزب العمل الديمقراطي البوسني رئيسا للبلدية

## السياحة

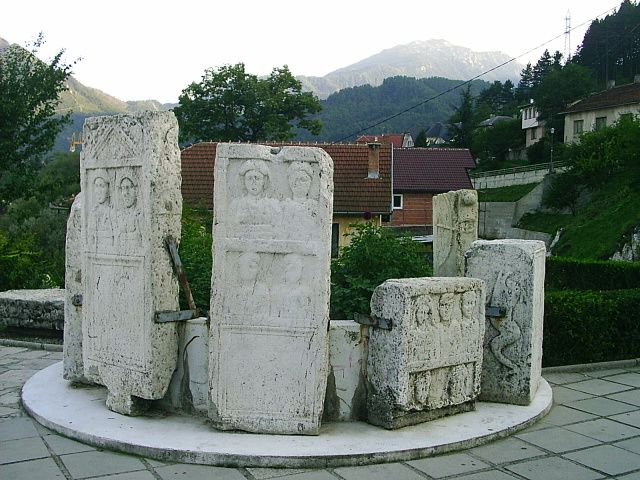
من المعالم الأثرية من الحديقة فاردا
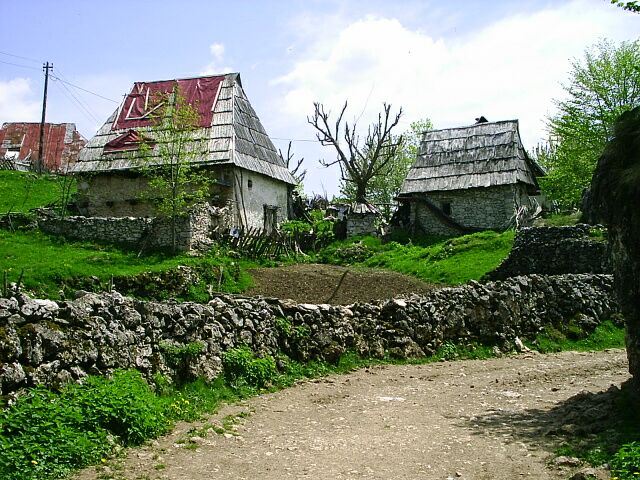
منظر من قرية شوهوفيتشي
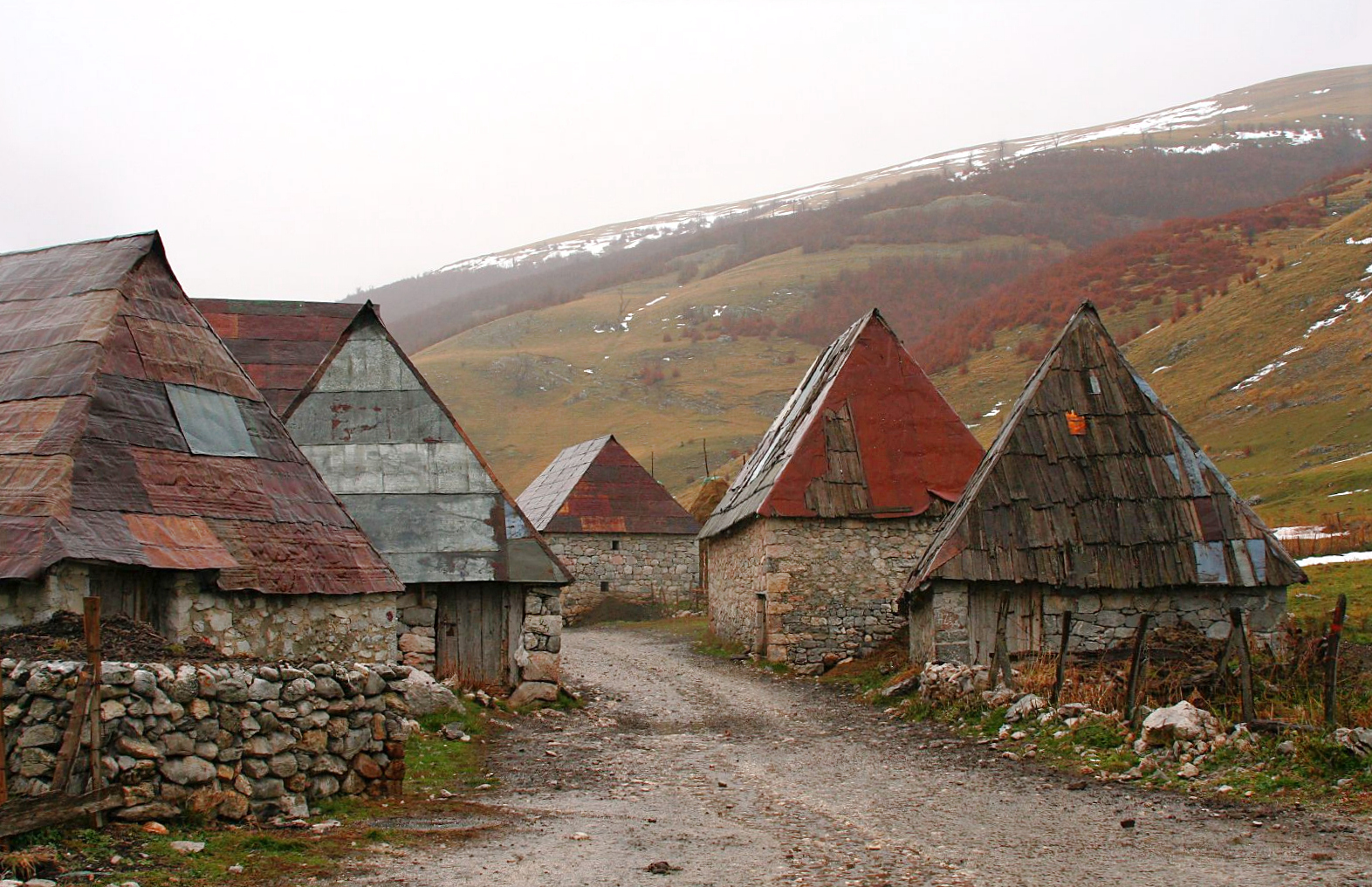
منظر من قرية لوكومير
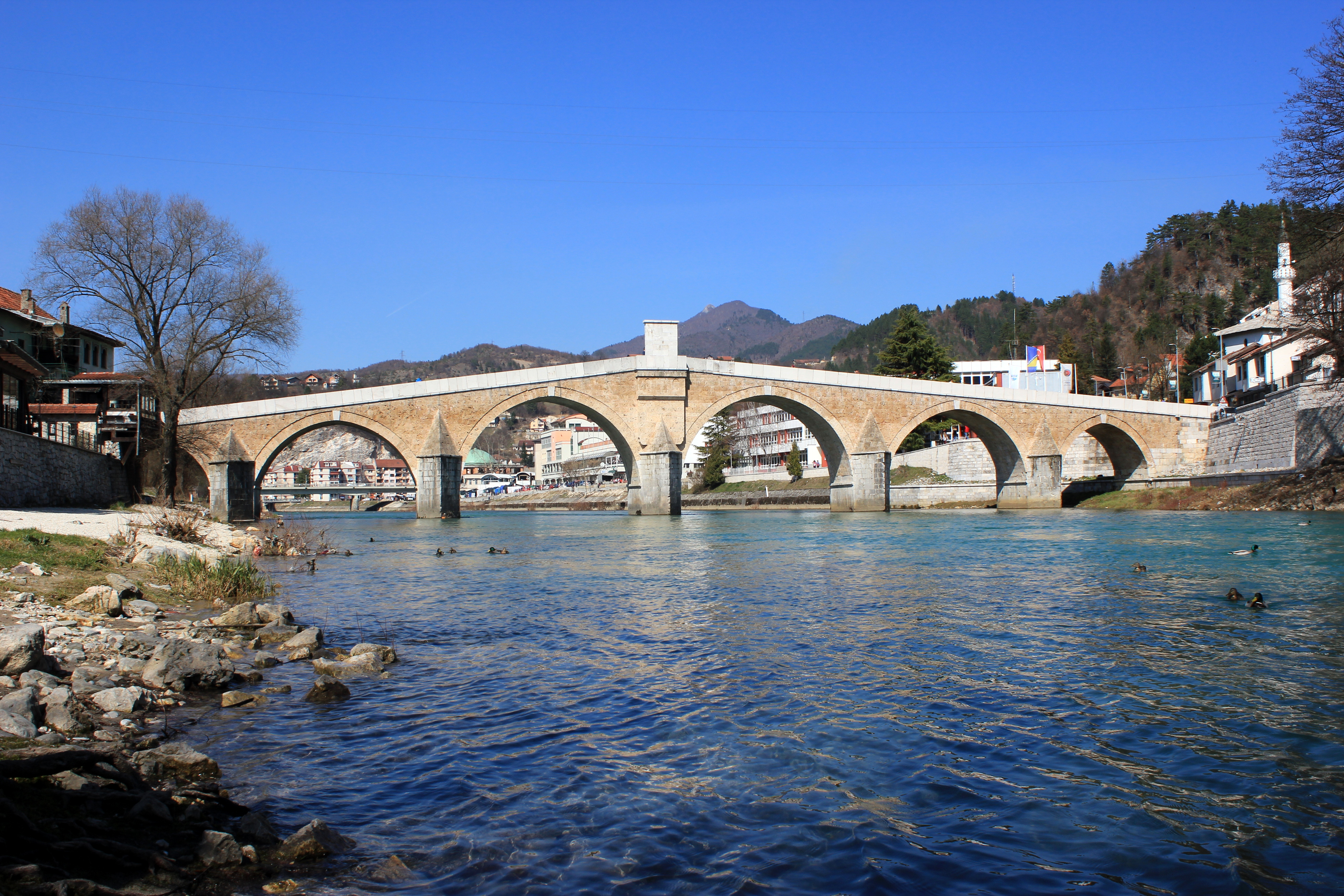
جسر كونييتش 1682-1683
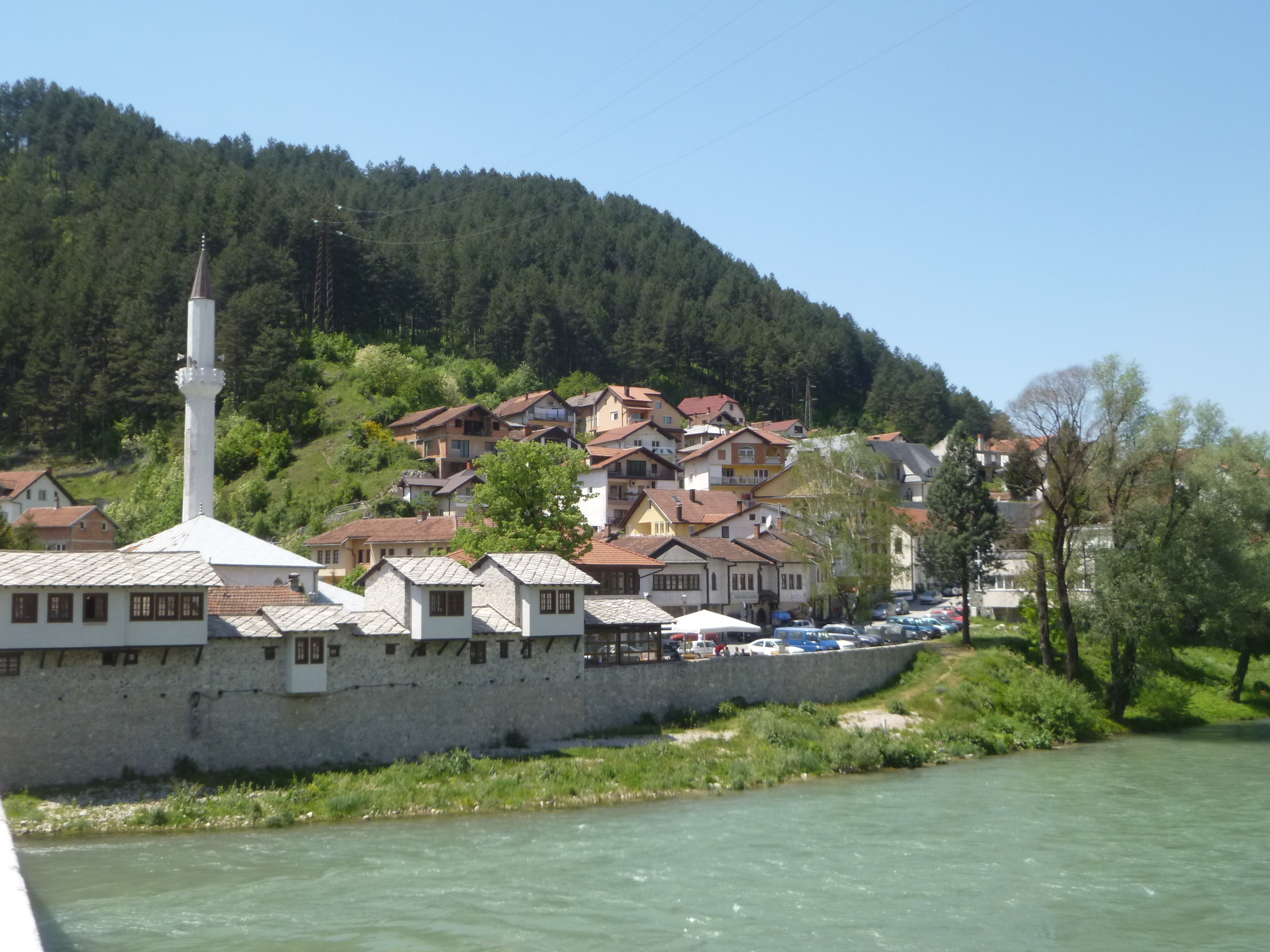
نهر نيريتفا في كونييتش

## شخصيات من كونييتش
- أنتي بافليتش - (1889 - 1959) سياسي.
- أنتي ماركوفيتش - (1924 - 2011) سياسي.